# Pseudohypnella
Pseudohypnella là một chi rêu trong họ Sematophyllaceae.